# خوسيه عباد سانتوس
خوسيه عباد سانتوس هو قاضي وسياسي فلبيني، ولد في 19 فبراير 1886 في سان فرناندو، الفلبين في الفلبين، وتوفي في 2 مايو 1942 في الفلبين. انتخب قاضي معاون في المحكمة العليا للفلبين ‏ وانتخب Chief Justice of the Philippines ‏.